# Aiome jezik
Aiome jezik (ayom; ISO 639-3: aki), jezik plemena Aiome zapadno od grada Madang u provinciji Madang u Papui Novoj Gvineji. Govori ga 750 ljudi (Wurm and Hattori 1981).
S jezicima anor i rao pripada podskupini središnjih ramu jezika.
Pripadnici etničke grupe Aiome su pigmeji koje je otkrio Lord Moyne na rijeci Ramu i opisao u knjizi "The Pygmies of the Aiome Mountains, Mandated Territory of New Guinea.

## Vanjske poveznice
- Ethnologue (14th)
- Ethnologue (15th)
- The Aiome Language